# 日本風力開発
日本風力開発株式会社（にほんふうりょくかいはつ、Japan Wind Development Co., Ltd.）は、東京都千代田区に本社のある、風力発電の開発や風力発電機の販売を目的とした事業会社。三井物産で風力発電を手がけていた塚脇正幸が1999年7月に創業した。青森県六ヶ所村、千葉県銚子市、石川県珠洲市などで、直営または子会社を通じて風力発電事業を展開している。また、ドイツ・ニーダーザクセン州にも、現地法人により風力発電所を設置している。

## 沿革
- 1999年7月 - 東京都港区西新橋において、風力発電所の開発及び風力発電による売電事業を展開することを目的として、塚脇正幸が設立した。
- 2001年2月 - JWD Rees Windpark GmbHにおいて、売電事業開始。
- 2001年9月 - 銚子屏風ヶ浦風力開発株式会社の風力発電所完成、売電事業開始。
- 2003年3月14日 - 東京証券取引所マザーズ市場に上場。
- 2010年
  - 6月14日 - 平成22年3月期有価証券報告書提出遅延により監理銘柄に指定[4][5]。
  - 6月18日 - 金融機関の担保となっていた代表取締役の塚脇の株式が担保割れによって売却され、有価証券上場規定で定める主要株主（総株主等の議決権の百分の十以上を有する株主）ならびに主要株主である筆頭株主は不在となる[6][7]。
- 2012年3月 - 同社の株式が管理銘柄に指定されるとの内部情報を同社役員から得て、インサイダー取引を行ったとして、兵庫県尼崎市在住の女性が証券取引等監視委員会から金融商品取引法違反容疑で神戸地方検察庁特別刑事部に告発され[8][9]、30日に在宅起訴される[10]。
- 2013年
  - 10月 - 東京証券取引所における所属業種が「卸売業」から「電気・ガス業」に変更[11]。
  - 12月 - 完全子会社の六ヶ所村風力開発株式会社、渥美風力開発株式会社、三浦ウィンドパーク株式会社、大山ウィンドファーム株式会社、珠洲風力開発株式会社、えりも風力開発株式会社を吸収合併[12]。
- 2014年8月1日 - 市場選択により東京証券取引所第二部に市場変更。
- 2015年
  - 5月15日 - 塚脇正幸社長とベインキャピタルが設立したJWDホールディングス株式会社がTOBを実施し67.55%の株式を取得[13][14]。
  - 9月4日 - 上場廃止。
  - 9月9日 - 株式併合によりJWDホールディングス株式会社の完全子会社となる[15]。
- 2023年
  - 8月5日 - 洋上風力発電の業者選定基準の変更を求める陳情を衆議院議員の秋本真利に繰り返し行っていたことに関連し、秋本に3000万円を贈賄目的で渡したとして、東京地検特捜部は本社や千代田区の塚脇の自宅マンションなどを家宅捜索した[16][17]（秋本真利#日本風力開発汚職）。
  - 9月1日 - 塚脇が社長を辞任[18]。
  - 9月27日 - 東京地検特捜部が塚脇を贈賄罪で在宅起訴[19]。
- 2024年1月31日 - インフロニア・ホールディングスがJWDホールディングス3の完全親会社となると同時に、インフロニア・ホールディングスの孫会社となる[1][20]。

## 発電所

### 国内

#### 直営
所在地：北海道幌泉郡えりも町（旧えりも風力開発株式会社、2013年12月合併）
- えりも風力発電所

設備・発電容量：400kW機2基 計800kW
運転開始時期：2005年4月
所在地：青森県上北郡六ヶ所村（旧六ヶ所村風力開発株式会社、2013年12月合併）
- 六ヶ所村風力発電所

設備・発電容量：1,500kW機20基 計30,000kW
運転開始時期：2003年12月
- 六ヶ所村風力第二発電所

設備・発電容量：1,425kW機2基 計2,850kW
運転開始時期：2004年11月
所在地：神奈川県三浦市（旧三浦ウィンドパーク株式会社、2013年12月合併）
- 宮川公園風力発電所

設備・発電容量：400kW機2基 計800kW
運転開始時期：1997年5月
所在地：石川県珠洲市（旧珠洲風力開発株式会社、2013年12月合併）
- 珠洲第1風力発電所

設備・発電容量：1,500kW機10基 計15,000kW
運転開始時期：2007年5月
- 珠洲第2風力発電所

設備・発電容量：1,500kW機20基 計30,000kW
運転開始時期：2008年3月（1,500kW×10機）、2008年11月（1,500kW×10機）
所在地：愛知県田原市（旧渥美風力開発株式会社、2013年12月合併）
- 渥美風力発電所

設備・発電容量：1,500kW機7基 計10,500kW
運転開始時期：2006年12月
所在地：鳥取県西伯郡大山町・名和町（旧大山ウィンドファーム株式会社、2013年12月合併）
- 大山風力発電所

設備・発電容量：1,500kW機6基 計9,000kW
運転開始時期：2005年11月
- 名和風力発電所

設備・発電容量：1,500kW機3基 計4,500kW
運転開始時期：2007年3月
- 中山風力発電所

設備・発電容量：1,500kW機5基 計7,500kW
運転開始時期：2007年3月
所在地：鳥取県東伯郡琴浦町（旧琴浦ウィンドファーム株式会社、2008年1月合併）
- 東伯風力発電所

設備・発電容量：1,500kW機13基 計19,500kW
運転開始時期：2007年3月

#### 関連会社
二又風力開発株式会社
所在地：青森県上北郡六ヶ所村
設備・発電容量：1,500kW機34基 計51,000kW
運転開始時期：2008年5月
34,000kWのナトリウム硫黄電池による蓄電池を併設
銚子屏風ヶ浦風力開発株式会社
- 銚子屏風ヶ浦風力発電所

所在地：千葉県銚子市
設備・発電容量：1,500kW機1基 計1,500kW
運転開始時期：2001年9月
- 銚子小浜風力発電所

所在地：千葉県銚子市
設備・発電容量：1,500kW機1基 計1,500kW
運転開始時期：2003年9月
銚子小浜風力開発株式会社は、2008年4月に銚子屏風ヶ浦風力開発株式会社に吸収合併された
株式会社MJウィンドパワー市原
所在地：千葉県市原市
設備・発電容量：1,500kW機1基 計1,500kW
運転開始時期：2004年3月
南房総風力開発株式会社
- 館山風力発電所

所在地：千葉県館山市
設備・発電容量：1,500kW機1基 計1,500kW
運転開始時期：2004年10月
- 鴨川風力発電所

所在地：千葉県鴨川市
設備・発電容量：1,500kW機1基 計1,500kW
運転開始時期：2007年4月
2009年4月、鴨川風力開発株式会社が館山風力開発株式会社を吸収合併し、南房総風力開発株式会社に商号変更。

### 海外
JWD Rees Windpark GmbH
所在地：ドイツ・ニーダーザクセン州エムスラント郡ザルツベルゲン市
設備・発電容量：1,500kW機1基 計1,500kW
運転開始時期：2001年6月

### かつて傘下にあった発電所
江差風力開発株式会社（2012年8月、保有株式を（株）ユーラスエナジーホールディングスに譲渡）
- 江差北風力発電所

所在地：北海道檜山郡江差町
設備・発電容量：2,000kW機10基 計19,500kW
運転開始予定時期：2011年1月
 銚子風力開発株式会社 （2012年10月、株式の90％を（株）関電工に譲渡）
- 銚子風力発電所

所在地：千葉県銚子市
設備・発電容量：1,500kW機9基 計13,500kW
運転開始時期：2004年11月
- 八木風力発電所

所在地：千葉県銚子市
設備・発電容量：1,500kW機6基 計9,000kW
運転開始時期：2006年7月
平生風力開発株式会社（2012年11月、保有株式をDaigasガスアンドパワーソリューション（株）に譲渡）
- 平生風力発電所

所在地：山口県熊毛郡平生町
設備・発電容量：1,500kW機6基 計9,000kW
運転開始時期：2008年12月
株式会社エヌエスウインドパワーひびき（2010年9月、保有株式を新日鉄エンジニアリング（株）（現・日鉄エンジニアリング）に譲渡）
所在地：福岡県北九州市若松区
設備・発電容量：1,500kW機10基 計15,000kW
運転開始時期：2003年3月
肥前風力発電株式会社（2012年11月、保有株式をDaigasガスアンドパワーソリューション（株）に譲渡）
所在地：佐賀県唐津市
- 肥前風力発電所

設備・発電容量：1,500kW機8基 計12,000kW
運転開始時期：2005年3月
- 肥前南風力発電所

設備・発電容量：1,500kW機12基 計18,000kW
運転開始時期：2008年1月
胎内ウインドファーム株式会社（2013年12月、胎内風力開発株式会社が保有株式を、伊藤忠エネクス子会社のJENホールディングス（株）に譲渡）
所在地：新潟県胎内市
設備・発電容量：2,000kW機10基 計20,000kW
運転開始予定時期：2014年（開発中）
吹越台地風力開発株式会社（2014年3月、第三者割当増資により前田建設工業（株）の子会社となる）
所在地：青森県上北郡六ヶ所村
設備・発電容量：2,000kW機10基 計20,000kW
運転開始予定時期：2014年（開発中）
JWD Till-Moyland Windpark GmbH（2014年度売却）
所在地：ドイツ・ニーダーザクセン州エムスラント郡ザルツベルゲン市
設備・発電容量：2,500kW機1基 計2,500kW
運転開始時期：2001年6月
MITOS Windpark GmbH（2014年度売却）
所在地：ドイツ・ニーダーザクセン州エムスラント郡ザルツベルゲン市
設備・発電容量：1,500kW機2基 計3,000kW
運転開始時期：2004年12月

## 関連子会社

### 国内
- 二又風力開発株式会社
- 銚子屏風ヶ浦風力開発株式会社
- 南房総風力開発株式会社
- 株式会社MJウィンドパワー市原
- イオスエンジニアリング&サービス株式会社
- イオスエナジーマネジメント株式会社
- 胎内風力開発株式会社
- 松前風力開発株式会社
- 銭函風力開発株式会社
- 掛川風力開発株式会社
- エネルギー戦略研究所株式会社
- 風力開発株式会社
  - 八峰風力開発株式会社
  - 尻別風力開発株式会社
  - 雲雀平風力開発株式会社

### 海外
- EOS Energy Ltd. （英国）
- JWD Rees　Windpark GmbH（ドイツ）